# Occasion
Een occasion of okkasie is een tweedehands auto die te koop staat en waarvoor al eerder een kentekenbewijs is afgegeven aan een eerdere eigenaar.

## Nederland
Een nieuwe auto wordt door een autoverkoper bij de importeur besteld. Zodra de auto in Nederland is en de auto op korte termijn aan de koper zal worden afgeleverd, kan het kenteken aangevraagd worden. 
Bij een nieuwe auto zijn kentekenbewijs deel I en kentekenbewijs deel II van dezelfde datum. 
In het geval van een occasion zal de datum van kentekenbewijs deel II veranderd worden in de datum waarop de auto officieel op naam van de volgende eigenaar komt te staan.

## België
Om een reeds ingeschreven auto van eigenaar te laten veranderen dient de wagen te worden gekeurd voor verkoop.  Daarnaast moet bij de verkoop een Car-Pass afgeleverd worden. Deze wordt meegegeven op de autokeuring. Een verkoopovereenkomst is niet verplicht maar wel aan te raden.

## Etymologie
De term is ontleend aan het Franse "occasion" ("koopje") (Latijn: occāsio, gelegenheid). In de tweede helft van de twintigste eeuw raakte in Nederland geleidelijk aan een Engelse uitspraak van het woord meer in zwang. In het Engels heeft het woord deze betekenis echter niet. In het Belgisch-Nederlands is het woord vernederlandst tot okkasie.